# Пикадо Михальски, Теодоро
Теодоро Пикадо Михальски  (исп. Teodoro Picado Michalski; 10 января 1900, Сан-Хосе, Коста-Рика — 1 июня 1960, Манагуа, Никарагуа) — президент Коста-Рики в 1944—1948 годах.

## Биография
Пикадо был сыном доктора Теодоро Пикадо Марина и польской эмигрантки Ядвиги Михальской. Он окончил среднюю школу Лисео-де-Коста-Рике, где получил степень бакалавра в 1916 году. В 1926 году Пикадо женился на Мерседес Лара Фернандес, а в 1937 году — на Этельвине Рамирес Монтьель. От первой жены у него было двое детей — Теодоро Пикадо Лара и Клеменсия Пикадо Лара.
В молодые годы Пикадо посвятил себя образовательной сфере и был назначен директором института в Алахуэле. Позже он окончил юридический факультет и стал профессором юридического факультета. Отличный оратор и писатель, он публиковал статьи на исторические и образовательные темы.
В разные годы Пикадо служил секретарем народного образования, секретарем по вопросам развития, заместителем мэра Сан-Хосе и председателем Конституционного конгресса при президенте Кальдероне Гуардия.

### Президентство
На выборах 1944 года Пикадо был выдвинут кандидатом в президенты от так называемого «Блока победы», альянса между Коммунистической партией и Национал-республиканской партией во главе с президентом Рафаэлем Анхелем Кальдероном Гуардия. Кальдерон в значительной степени поддержал Пикадо, используя средства, как законные, так и незаконные. Результаты выборов были весьма противоречивыми, тем не менее, Пикадо был объявлен избранным президентом.
В период правления Пикадо Коста-Рика присоединилась к числу членов-учредителей ООН, были приняты первый Избирательный кодекс (действует до сих пор и является гарантией демократических выборов) и важный закон об уплате налогов, создан Национальный географический институт и нормализованы отношения с европейскими странами, ранее оккупированными Германией, которые были прерваны во время Второй мировой войны.
Под давлением со стороны общественности, требовавшей от правительства гарантий чистоты выборов, в 1947 году был учрежден избирательный трибунал для организации выборов в феврале 1948 года. После победы оппозиционного кандидата Отилио Улате Бланко бывший президент Рафаэль Анхель Кальдерон Гуардия объявил о роспуске Конституционного конгресса. В стране началась гражданская война: Хосе Фигерес Феррер поднял оружие против Кальдерона. Еще действующий президент Пикадо отправился в Никарагуа, чтобы запросить военную помощь у диктатора Анастасио Сомосы, но этому препятствовали США, припомнившие Пикадо альянс с коммунистами. Тем не менее, 17 апреля войска Национальной армии Никарагуа прибыли в коста-риканский город Вилла-Кесада по воздуху и вступили в столкновения с повстанческими силами, действовавшими в окрестностях. Под давлением США 19 апреля Сомоса приказал войскам покинуть территорию Коста-Рики. В тот же день Пикадо и Хосе Фигерес Феррер подписали пакт в посольстве Мексики в Сан-Хосе, положивший конец гражданской войне. На следующий день Пикадо назначил временным главой государства Сантоса Леона Эрреру и покинул Коста-Рику.

### Последние годы и смерть
В 1948 году Пикадо поселился в Манагуа, где занимался журналистикой. В 1960 году бывший президент скончался и был похоронен на кладбище Параизо-де-Картаго, Коста-Рика.